# Владимир Давидов (краевед)
Владимир Михайлов Давидов (4 март 1925 – 14 януари 2013) е български краевед и летописец, биограф, публицист, журналист, общественик от Горна Оряховица.

## Биография
Роден е в семейство с 8 деца в Горна Оряховица на 4 март 1925 г. Произхожда от родолюбив род.
Завършва полукласическата гимназия в Горна Оряховица през 1944 г. Висшето си образование получава по специалност „Икономика на промишлеността“ във Висшия финасово-стопански институт „Д. А. Ценов“ в Свищов през 1967 г. Има образование също по „Организация и управление на производството“ (Велико Търново, 1970) и по „Административно и наказателно право“ във Великотърновския университет (1976).
Съставил е 11 биографии на известни личности. Автор е на 188 публицистични материала в местния печат, телевизионни и радиопредавания и интервюта, 43 бр. телевизионни и кинофилми с документална хроника на събитията в града и региона. Редактирал е заводски вестник „Промишлено дело“ в продължение на 20 години, 5 години е редактор на списание „Горна Оряховица от вчера и днес“, 3 години е редактор и издател на училищен вестник „Задружен екип“ при НУ "Цани Гинчев".
Давидов е дарител на музейни експонати – общо 5397 единици, за които са съставени 106 дарителски свидетелства и протоколи. Подпомага музеи в градовете Горна Оряховица, Велико Търново, Лясковец, Елена, много училища и читалища в региона, ученици от Горна Оряховица със стипендии, детски селища „Киндердорф“ в Трявна и село Дрен.
Умира на 14 януари 2013 г. Погребан е в родния му град Горна Оряховица.

## Публикации
- „Пазарите в Горна Оряховица ХІХ-ХХ век“ (книга)
- „История на фотографията и киното в Горна Оряховица през ХІХ и ХХ век“
- „Дарителството в Горна Оряховица“
- "Бит, празници и обичаи на горнооряховчани през ХІХ и ХХ век”
- „Родословие на фамилия Бурови в схеми и кратки биографии“
- „Антология песни и стихове за Горна Оряховица от горнооряховски поети“
- „Хроника девет века Горна Оряховица“
- „Хубаво си е наше, Горско Ново село“ (история), 2006 г.
- „История на образованието в Лясковец – 190 години от първото килийно училище в махала Св. Атанасий и 100 години от Буровото училище – днес Цани Гинчев“ – I част, 2007 г.
- „История на с. Джулюница“, 2007 г.

## Признание
- сребърна значка „Отличник“ от Комитета по култура при Министерския съвет (1969)
- плакет за „Съществен принос в областта на културата на Горна Оряховица“ (2000)
- „Почетен гражданин“ на Горна Оряховица (2006)[2]